# Mouvement des brights
 (février 2025).
Motif : manque de sources secondaires centrées d'ampleur pour justifier la notoriété
- Archive Wikiwix
- Bing
- Cairn
- DuckDuckGo
- E. Universalis
- Gallica
- Google
- G. Books
- G. News
- G. Scholar
- Persée
- Qwant
- (zh) Baidu
- (ru) Yandex
- (wd) trouver des œuvres sur Wikidata

| 1. | Préciser le motif de la pose du bandeau. | Précisez le motif de la pose du bandeau en utilisant la syntaxe suivante : {{admissibilité à vérifier\|date=mai 2025\|motif=remplacez ce texte par le motif}}                              |
| 2. | Informer les utilisateurs concernés.     | Pensez à avertir le créateur de l'article, par exemple, en insérant le code ci-dessous sur sa page de discussion : {{subst:avertissement admissibilité à vérifier\|Mouvement des brights}} |

Pour les articles homonymes, voir Bright.

Logo du Mouvement des brights.

Le Mouvement des brights regroupe des personnes qui portent sur le monde un regard « naturaliste », c'est-à-dire libre de tout élément surnaturel ou mystique. Les brights fondent leur éthique et leur comportement sur une compréhension naturaliste de l’univers.
Le terme « bright » a été retenu par Paul Geisert et Mynga Futrell, de Sacramento, Californie. Ce néologisme est présenté pour la première fois en public le 1er mars 2003 devant la Coalition for the Community of Reason, à Kansas City dans le Missouri. Le dictionnaire MacMillan de la langue anglaise lui consacre une page.

## Origine et objectifs
S'inscrivant dans la continuité des Lumières, le réseau international des brights s'est constitué comme mouvement de visibilité des personnes portant un regard « naturaliste » sur le monde ; le mode d'existence du réseau est basé sur l’utilisation d’internet.[réf. nécessaire]
Le mot « bright » aspire à être un mème. Un mème, par association d’idées avec un gène, se veut l’équivalent métaphorique pour la culture (stocké dans les cerveaux humains) du réplicateur qu’est l’ADN, se transmettant par contagion et imitation. C’est le zoologiste d’Oxford Richard Dawkins qui est crédité de la première publication du concept de mème en 1976 dans son livre Le Gène égoïste. Un mème peut être une idée, une mélodie, une mode vestimentaire, une recette de cuisine, un truc de grand-mère, etc. Richard Dawkins range les religions parmi les plus puissants de ces virus mentaux. L’ambition des créateurs du néologisme bright est d’en faire un mème, à savoir un mot « sonnant bien », facile à retenir, et se propageant par contagion et imitation sur toute la planète.[réf. nécessaire]
De plus, le nom collectif brights inclut les nombreuses et diverses catégories d’individus dont les valeurs personnelles ou les objectifs poursuivis découlent d’une posture naturaliste, c'est-à-dire exempte de références surnaturelles. Sous ce terme générique de brights peuvent se retrouver, déjà, tous ceux qui se proclament athées ou agnostiques, rationalistes scientifiques, matérialistes ou libres-penseurs. Beaucoup de brights se satisfont de ces catégories philosophiques et se regroupent dans des associations (en France : fédération nationale de la libre-pensée, union rationaliste, union des athées, association française pour l'information scientifique, etc.) où ils partagent les mêmes valeurs et se donnent des objectifs communs. Un grand nombre de brights potentiels ignorent l’existence de ces groupes, voire n’envisageraient jamais de les rejoindre, même en connaissant leur existence. Le terme générique de brights a été créé pour regrouper sous cette même dénomination tous ceux qui partagent une posture naturaliste, qu’ils se reconnaissent ou non dans des sociétés de pensées et d’actions existantes, et qui n’acceptent pas que la dénomination fréquente d’incroyant suggère qu’une croyance ou une foi doit être la référence.

## Genèse et signification du nom
Dans son usage courant en langue anglaise « bright » est un adjectif (signifiant clair, éclatant, brillant, vif, lumineux, intelligent… tant au sens propre, par exemple pour le soleil, qu’au sens figuré pour un individu ou un exposé) ; ce nouvel usage international de bright en fait un nom commun (également appelé un substantif) dont le sens a légèrement dérivé de l’adjectif pour désigner un ou des individus portant un regard naturaliste sur l’univers, c'est-à-dire percevant la nature comme n’étant régie que par des lois naturelles (par opposition à surnaturelles).[réf. nécessaire]
De plus, ce terme est utilisé comme bannière, à une échelle internationale, pour tous ceux qui perçoivent la réalité de l’univers tel qu’il semble être, c'est-à-dire régi par des lois naturelles, et excluent le recours à des hypothèses surnaturelles ou artificielles. L’idée des concepteurs était de trouver un nom agréable à utiliser, facile à mémoriser, permettant une communication adaptée aux moyens techniques contemporains, et avec lequel ceux qui se retrouvent dans cette définition générique se sentent bien. Comme le biologiste britannique de l’évolution Richard Dawkins l’a expliqué dans le Guardian en juin 2003, l’analogie avec la méthode mise au point par le mouvement de la visibilité homosexuelle est délibérée : « Gay est concis, valorisant et positif alors que homosexuel est dévalorisant, et que pédé, tapette, ou chochotte sont des insultes. ». Le nom commun bright, forgé tout comme le mot gay à partir d’un adjectif pour lequel un glissement de sens est opéré, a vocation à être ce terme générique concis qui valorise et qui positive l’attitude de s personnes partageant une posture philosophique, éthique et d’action naturalistes.[réf. nécessaire]

## Réseau international
Les brights forment un réseau international d’individus. En effet, le brights’ net s’affirme comme un réseau et seulement un réseau ; il se démarque des associations puisque nul n’adhère au réseau des brights ;  ce réseau réfute ainsi toute idée de concurrence avec des associations existantes de même, à l’inverse, qu’il déclare se refuser à tout prosélytisme au profit d’associations ; le réseau ne peut réunir que des individus et non des groupements d’individus. En poursuivant l’analogie de Richard Dawkins, le réseau Brights’ net s’affirme comme un mouvement de visibilité (listes publiques, etc.). Il se refuse à toute expression collective, dans la pensée ou dans l’action, d’une entité brights et il est affirmé qu’elle ne sera pas recherchée.[réf. nécessaire]
Le réseau international des brights est fondé sur l’utilisation d’internet, même si, conformément à une certaine tradition anglo-saxonne, certaines rencontres entre brights sont organisées (par le biais de Meet up par exemple), le réseau se matérialise principalement par ses sites internet, ses groupes de discussion voire ses listes publiques mises en ligne sur certains sites. Le premier site web se réclamant du mouvement des brights a été créé le 4 juin 2003 aux États-Unis d’Amérique. D’autres sites se sont créés progressivement. Le premier site asiatique s’est créé en Corée. Le premier site européen a été créé en Italie. Le premier site francophone a été créé au Québectandis qu'un site français a été ouvert le 30 décembre 2004: ils sont tous deux aujourd'hui fermés.
Désormais, une version multilingue du site originel est proposée. Sur ces sites, et dans les listes publiques, il a été notamment relevé les noms du biologiste évolutionniste britannique Richard Dawkins, des philosophes nord-américains Daniel Dennett et Paul Kurtz, du physicien belge Jean Bricmont, du journaliste et anthropologue québécois Daniel Baril, de l’astrophysicien français et membre de l'Académie des sciences  Jean-Claude Pecker, du militant humaniste indien Babu Gogineni (en), du médecin canadien Henry Morgentaler et de nombreuses autres personnalités dont plusieurs prix Nobel[réf. nécessaire].